# شاهد 171 (طائرة بدون طيار)
شاهد 171: هي مركبة جوية بدون طيار إيرانية الصنع تعمل بمحرك توربيني. والتي تُعَد إحدى أشهر الطائرات بدون طيار لدى جمهورية إيران. وتُستَخدَم هذه الطائرة بدون طيار لتنفيذ مهمات الإستطلاع والمراقبة بالإضافة إلى تنفيذ المهمات القتالية حيث يمكن تزويدها بالقنابل. ان طائرة شاهد-171 يتم إنتاجها عن طريق الهندسة العكسية لطائرة (RQ-170 Sentinel) الأميركية التي تم إنزالها من قِبَل وحدات الحرب الإلكترونية والدفاعات الجوية الإيرانية سنة 2011م. حيث تمكنت من رصدها وإنزالها باستخدام نظام إلكتروني والذي يعمل على تشويش نظام الطائرة، عندما كانت الطائرة فوق مدينة كاشمر في شرق جمهورية إيران وعلى بعد 225 كيلومتراً من الحدود مع أفغانستان. ان شعاع عمليات هذه الطائرة المسيرة يبلغ 2200 كيلومتر (أي 4400 كيلومتر ذهاباً وإياباً). ومدة طيرانها تبلغ 10 ساعات، اما إرتفاع التحليق لها هو 36000 قدم.يُذكَر أن جمهورية إيران تمتلك وتُدِير برنامجاً للطائرات بدون طيار منذ عدة عقود. وتُعَد إيران إلى جانب كلً من روسيا والصين والولايات المتحدة وإسرائيل من أكبر مصنعي الطائرات بدون طيار في العالم. والطائرات الإيرانية المسيرة والموجهة عن بعد هي تلك التي تمتلكها جمهورية إيران وذلك لإستخدامها في عمليات مهام المراقبة والإستطلاع في نطاقات لا تقل عن 200 كيلومتر، وكذلك استخدام هذه الطائرات لضرب أهداف أرضية فردية باستخدام القنابل والصواريخ الموجهة. حيث أن خصائص الطائرات بدون طيار من ناحية حجم ووزن وأجهزة الإستشعار، وتجهيزاتها القتالية، حولتها إلى أهم أحتياجات ومتطلبات العمليات القتالية بالنسبة لإيران.

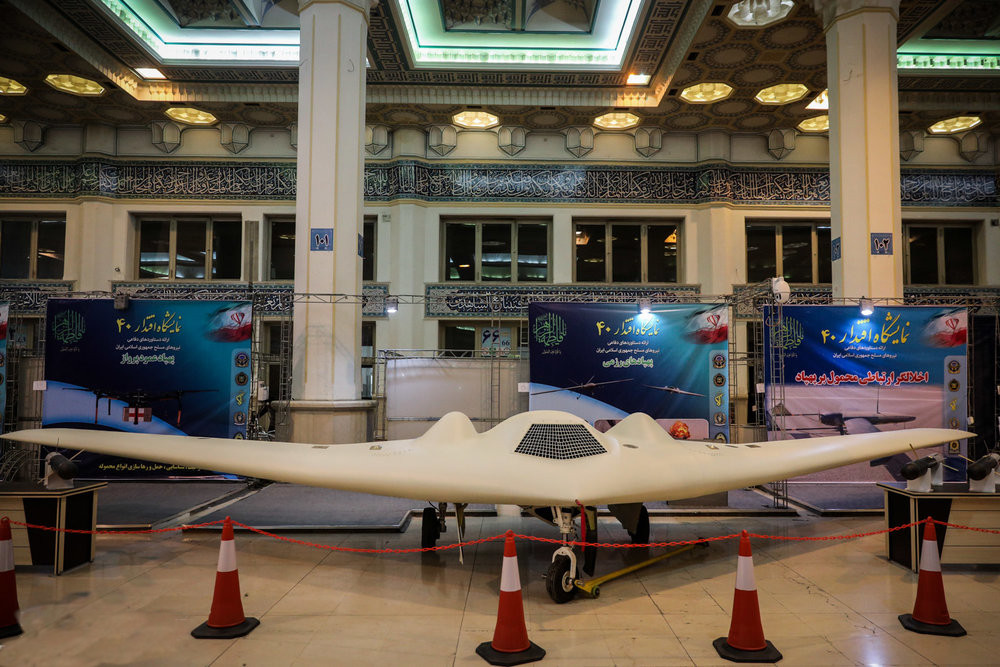
طائرة شاهد 171 بدون طيار. التقطت هذه الصورة في معرض إقتدار 40 للدفاع في العاصمة الإيرانية طهران

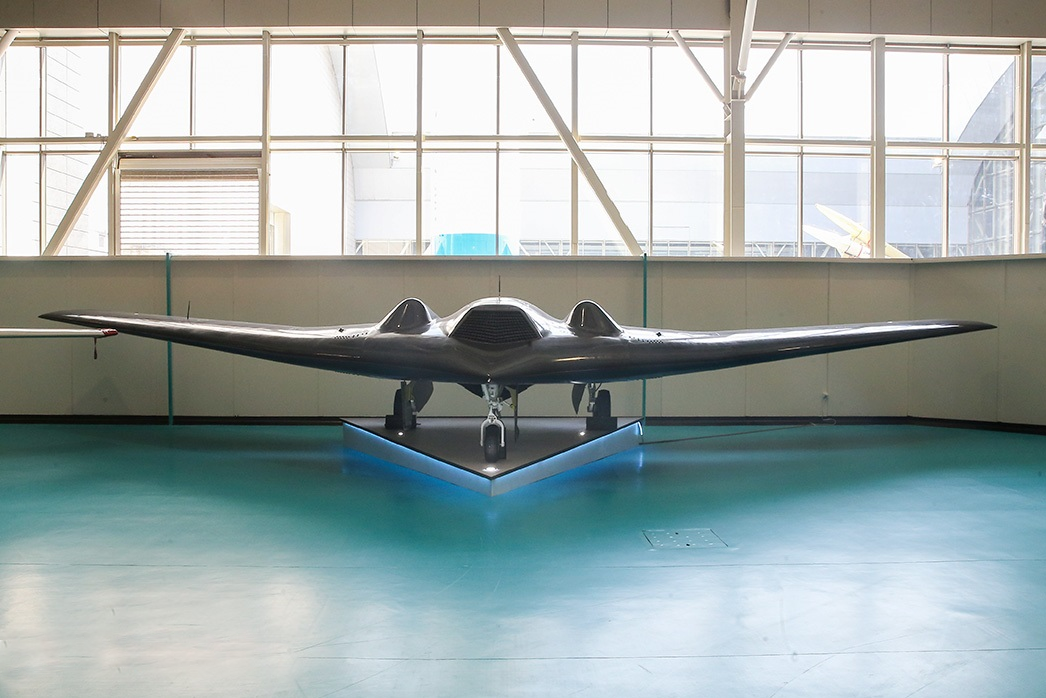
طائرة شاهد171 (سيمرغ)

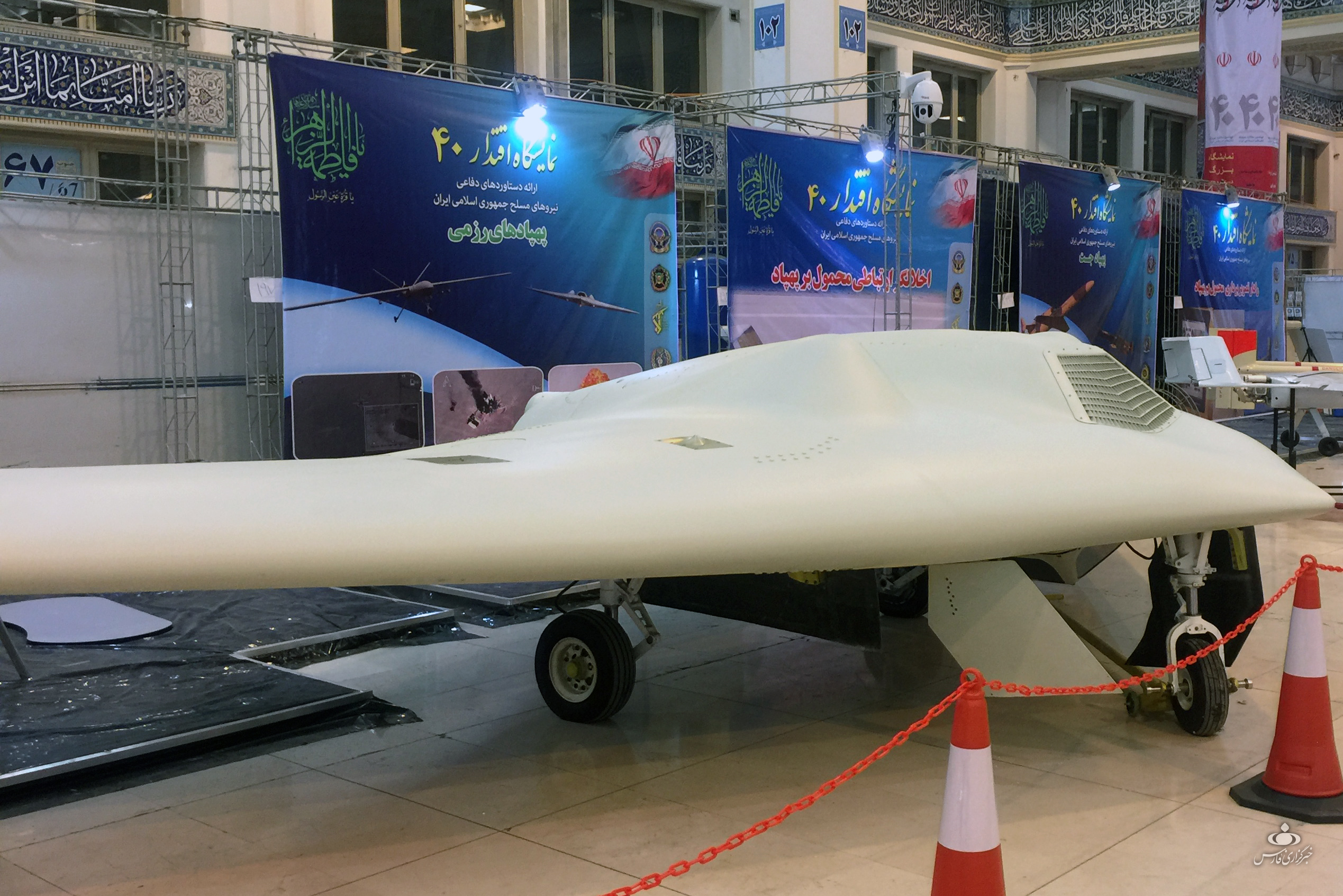
طائرة شاهد 171 (سيمرغ)، خلال معرض إقتدار 40 للدفاع الجوي في العاصمة الإيرانية طهران

## نبذة مختصرة عن طائرة شاهد 171
تُعتبَر الطائرة المسيرة شاهد 171 إحدى أحدث الطائرات في جمهورية إيران. والتي تُستَخدَم في مهمات الإستطلاع والمهمات القتالية. وقد نجحت إيران في تصنيعها عن طريق الهندسة العكسية لطائرة (RQ-170 Sentinel) الأميركية. ففي 4 ديسمبر/ كانون الأول 2011م أعلنت جمهورية إيران عن سيطرتها على الطائرة التجسسية الأمريكية بدون طيار التي إخترقت أجواء شرق إيران وكانت في مهمة لجهاز الإستخبارات الأميركية. حيث تمكنت وحدات الحرب الإلكترونية والدفاعات الجوية الإيرانية من رصدها وإنزالها باستخدام نظام إلكتروني والذي يعمل على تشويش نظام الطائرة، عندما كانت الطائرة فوق مدينة كاشمر في شرق جمهورية إيران وعلى بعد 225 كيلومتراً من الحدود مع أفغانستان. ثم قام الخبراء العسكريون الإيرانيون بتفريغ المعلومات، التي كانت تختزنها الطائرة، وكشف أسرارها. وفي 9 ديسمبر 2011م، قدمت جمهورية إيران شكوى رسمية إلى هيئة الأمم المتحدة بسبب اختراق الطائرة الأمريكية الأجواء الإيرانية معتبرةً ذلك عدواناً صارخاً على سيادتها. في عام 2020م، وفي ذكرى إنزال طائرة RQ-170 من قِبَل جمهورية إيران، تم إصدار مقطع فيديو يحتوي على معلومات حول النسخ الإيرانية لهذه الطائرة. حيث يظهر ان سلاح الجو فضاء التابع للحرس الثوري الإيراني يقوم في البداية بصناعة عينة بنسبة 15 بالمائة من الطائرة المسيرة للحصول على طريقة الصناعة وتفاصيل هذه الطائرة بدون طيار. وبعد ذلك، في عام 2014م تم وضع صناعة نموذج أولي بنسبة 40 بالمائة من هذه الطائرات بدون طيار، والمسماة شاهد 161 و 141، على جدول أعمال قوات الجو فضاء لحرس الثورة الإسلامية. حيث يكمن الفرق بين طائرات 141 و 161، هو أن الطائرات من طراز 161 تَستَخدِم محركاً نفاثاً بينما مثيلاتها من طراز 141 تَستَخدِم محرك متردد للدفع. تتمتع الطائرة بدون طيار من طراز شاهد 161 بمهام مراقبة قتالية ومدى أقصى يصل إلى 500 كم ويمكن أن تحلق حتى 25000 قدم. وتبلغ سرعة الطائرة بدون طيار هذه 275 كم / ساعة ويبلغ وزن الإقلاع لديها 70 كجم ويمكنها حمل ما يصل إلى قنبلتين. ثم في عام 2015 تم صناعة نموذج أولي بنسبة 60 بالمائة من هذه الطائرة المسماة شاهد 181 وشاهد 191. ويكمن الفرق بين طائرات 191 و 181 هو أن الطائرات من طراز 191 تَستَخدِم محركاً نفاثاً بينما مثيلاتها من طراز 181 تَستَخدِم محرك متردد للدفع. اما شاهد 191 فهي تتمتع بإنجاز مهام ثلاثية للإستطلاع والقتال والمراقبة بمدى أقصى يبلغ 1500 كيلومتر ومدة طيران تبلغ 4/5 ساعة كما ان هذه الطائرة بدون طيار قادرة على الطيران على إرتفاع 25000 قدم والطيران بسرعة 350 كيلومتراً في الساعة. ويبلغ الحد الأقصى لوزن الإقلاع لهذه الطائرة بدون طيار 500 كجم ويمكنها حمل قنبلتين معها. وبعد صنع 40 و 60 بالمائة من النماذج الأولية لهذه الطائرات، حان الوقت الآن لصناعة 100 بالمائة من نماذج الطائرات بدون طيار أو RQ-170 واحدة تلو الأخرى. ففي عام 2016م تم صنع طائرة شاهد 171 وهي أول مثال للطائرة الأمريكية بدون طيار، بمدى يصل إلى 4400 كيلومتر. حيث تَستَخدِم هذه الطائرة بدون طيار محركاً توربينياً كنظام دفع ومع مهمة الإستطلاع والمراقبة فهي قادرة على التحليق إلى إرتفاع 36000 قدم والطيران باستمرار لمدة 10 ساعات. ووزن الإقلاع الأقصى يبلغ 3070 كجم وسرعتها 460 كجم. وبصناعة هذه الطائرات ومحركاتها التوربينية فهي المرة الأولى التي يتم فيها استخدام محرك توربوفان في الطائرات الإيرانية بدون طيار، وهو ما يمثل دخول إيران في تصميم وصنع جيل جديد من المحركات النفاثة والدفع الجوي.

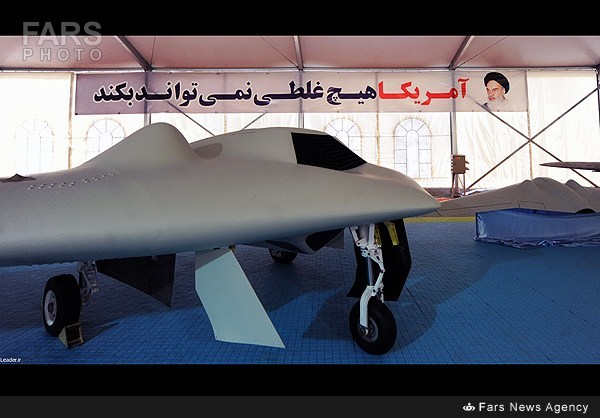
طائرة شاهد 171 بدون طيار من طراز (Simorgh) في معرض أسلحة تابع للحرس الثوري الإيراني

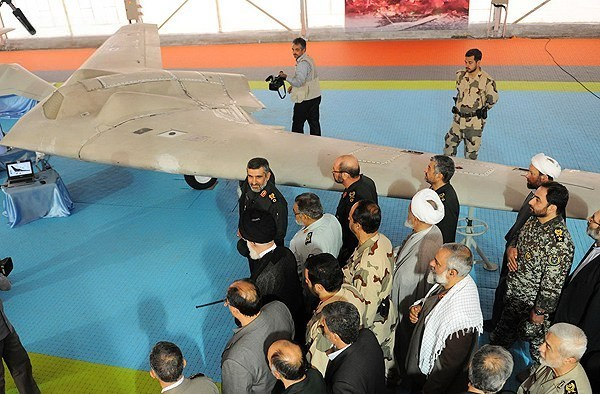
مسؤولون إيرانيون يتفقدون طائرة RQ-170 بدون طيارالأمريكية الصنع، التي استولت عليها جمهورية إيران

## المواصفات
مواصفات طائرة سيمرغ أو شاهد 171، فإن شعاع عمليات هذه الطائرة يبلغ 2200 كيلومتر (أي 4400 كيلومتر للذهاب والإياب)، ويمكنها التحليق إلى إرتفاع 36 ألف قدم وتستمر في التحليق 10 ساعات متواصلة، وهي المرة الأولى التي يُستَخدَم فيها محرك عنفي مروحي (تيربوفان) (turbofan) في الطائرات الإيرانية المسيرة. ويبلغ طول طائرة شاهد 4.75 أمتار، وطول جناحيها 13 متراً، وسرعتها تبلغ نحو 460 كيلومتراً في الساعة، ويمكنها الإقلاع بوزن 3070 كيلوغراماً بأقصى حد، وعلى الأرجح أنها أثقل طائرة مسيرة إيرانية (لم یحدد وزن الصواريخ المحمولة).

## عرض الطائرة
2019
في عام 2019م تم عرض نموذج من الطائرة الإيرانية المسيرة Shahed-171، وذلك في معرض التقدم في تكنولوجيا الدفاع الذي عقد في العاصمة الإيرانية طهران.
2020
في عام 2020م تم عرض طائرة شاهد 171 بالإضافة إلى ستة أجيال من الطائرات المسيرة وهي تلاش ومهاجر وابابیل وکرار وصاعقة وشاهد 129. وقد أُقيمَ المعرض تحت عنوان (الواحة الوطنية الجوفضائية) وذلك من قِبَل القوة الجوفضائية التابعة للحرس الثوري الإيراني. وعُرِضَت في هذا المعرض القدرات الإستراتيجية لهذه القوة ومَسيرَة تبلور قدراتها في مجال الطائرات المسيرة منذ البداية حتى الآن.

## معرض الصور

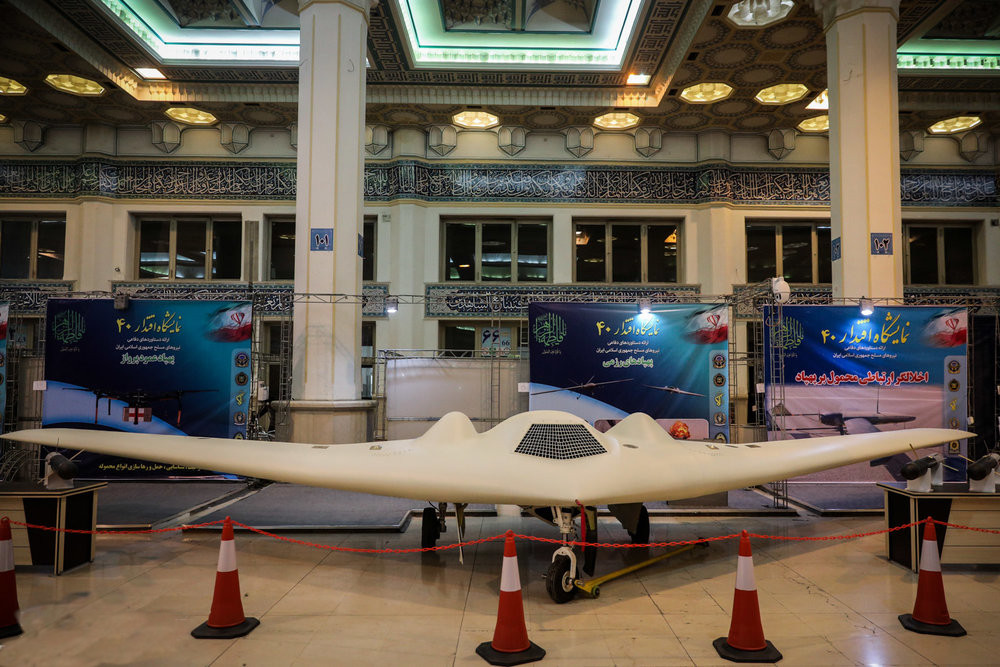
طائرة شاهد 171 بدون طيار. التقطت هذه الصورة في معرض إقتدار 40 للدفاع في العاصمة الإيرانية طهران

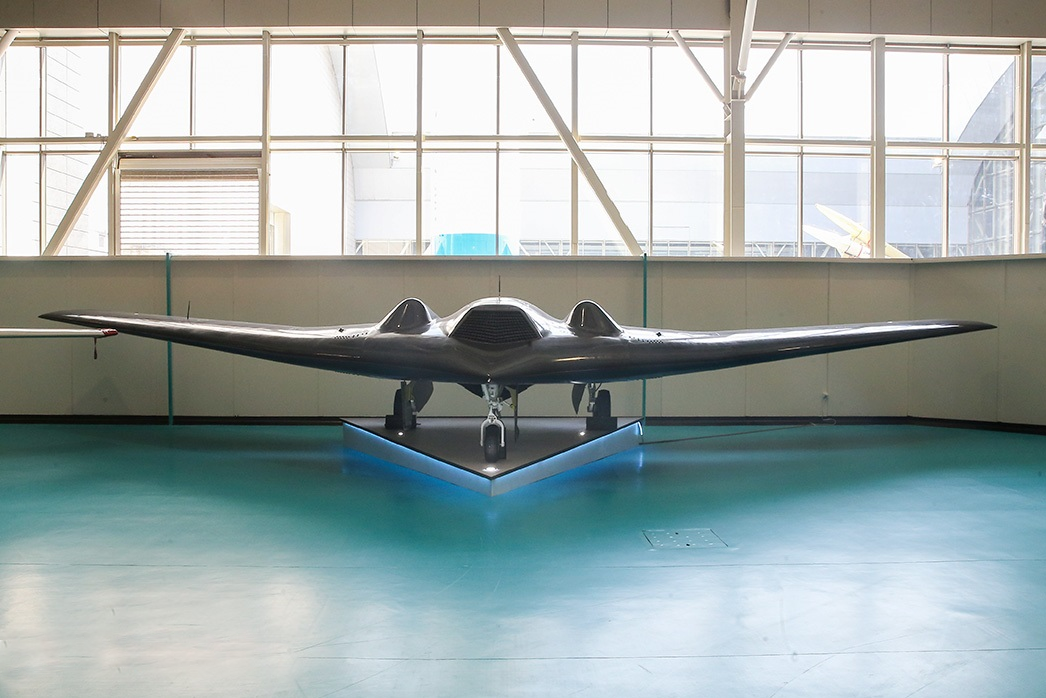
طائرة شاهد171 (سيمرغ)

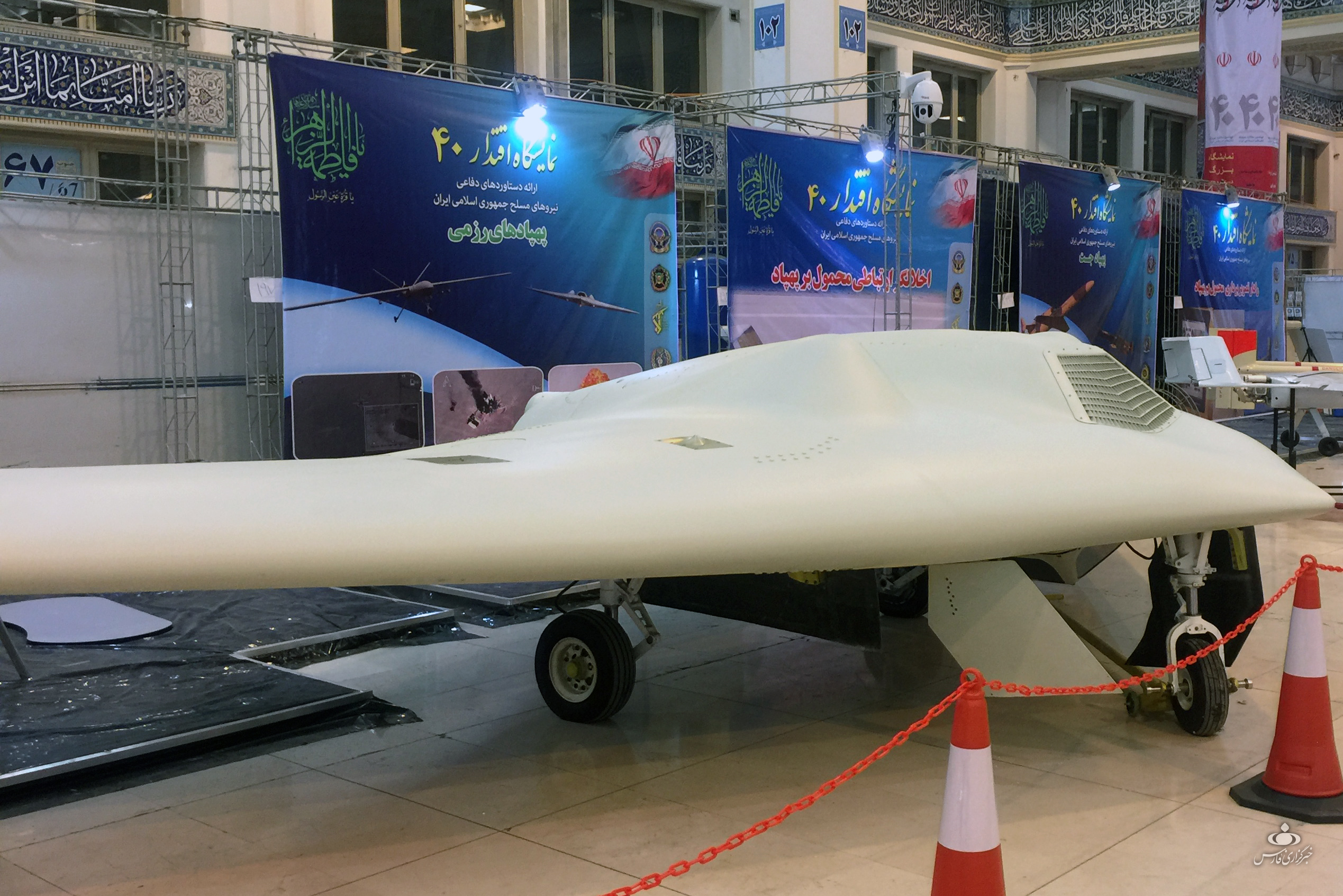
طائرة شاهد 171 (سيمرغ)، خلال معرض إقتدار 40 للدفاع الجوي في العاصمة الإيرانية طهران

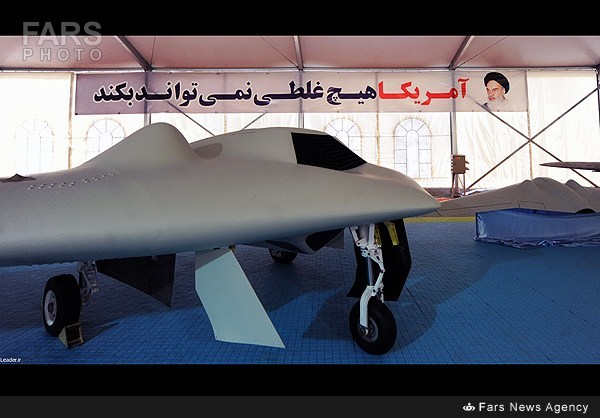
طائرة شاهد 171 بدون طيار من طراز (Simorgh) في معرض أسلحة تابع للحرس الثوري الإيراني

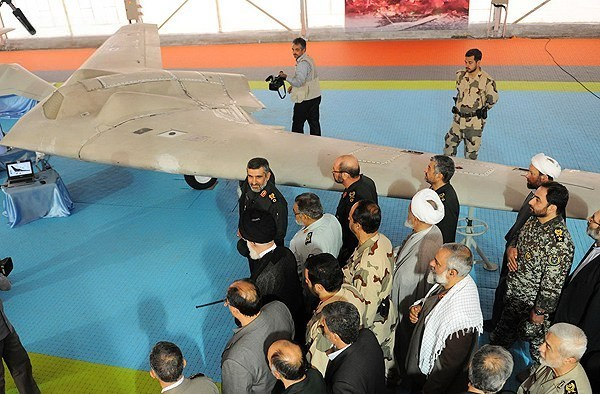
مسؤولون إيرانيون يتفقدون طائرة RQ-170 بدون طيارالأمريكية الصنع، التي استولت عليها جمهورية إيران